# Abercrombie & Fitch

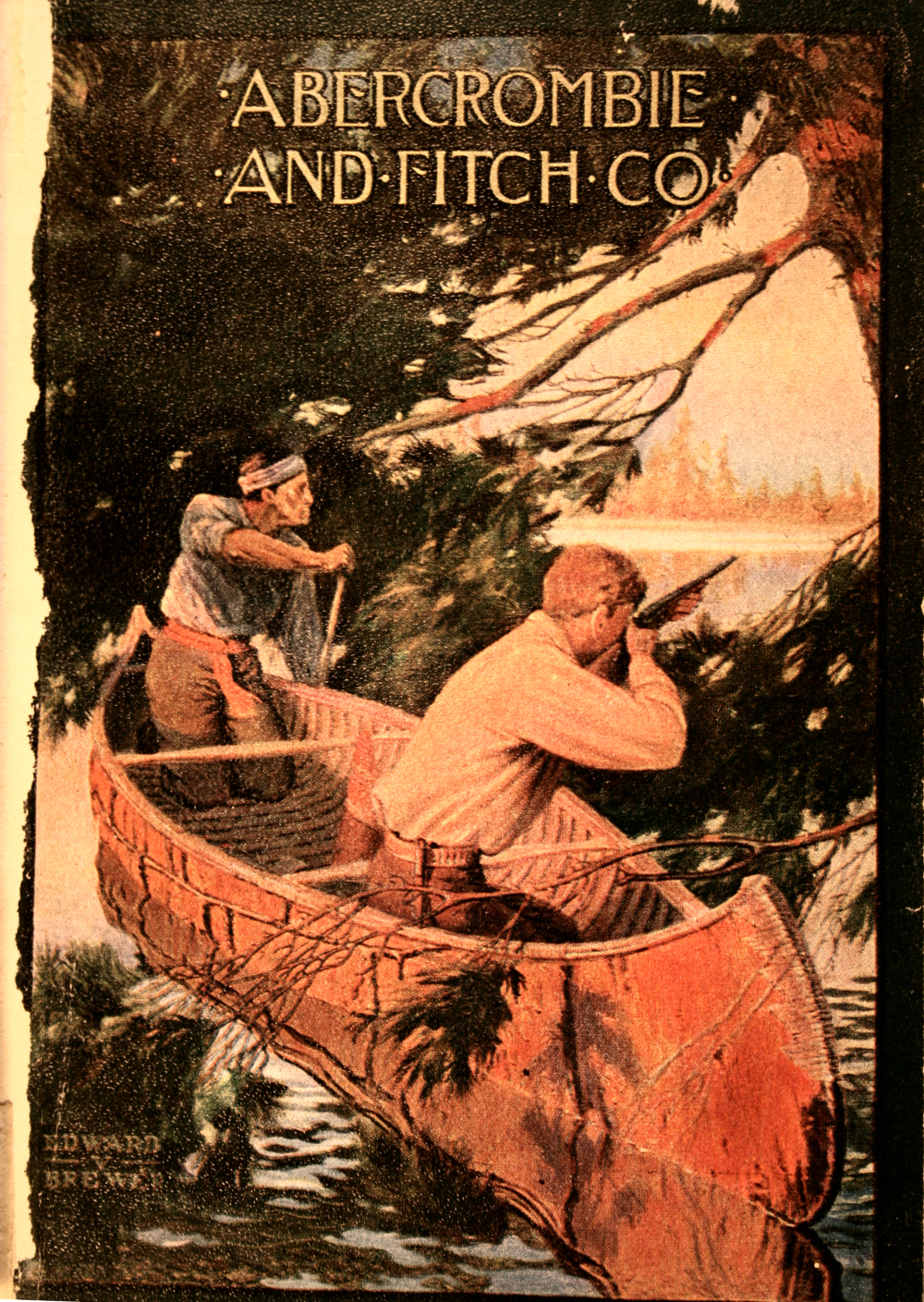
Portada de un catálogo de Abercrombie and Fitch de 1909.

Abercrombie & Fitch (IPA: /'æbɝkrɒmbiː ænd 'fɪtʃ/) es una compañía de moda estadounidense. Con más de 300 sucursales en los Estados Unidos, la marca ha empezado su expansión internacional en varios comercios globales. La compañía también opera otras cuatro marcas.
Fundada en 1892 por David Abercrombie, A&F se especializaba en ropa para excursiones. Durante la década de 1960, la compañía debió luchar contra sus problemas financieros hasta que Limited Brands compró parte de la empresa en 1988. Desde la gestión de Mike Jeffries, la compañía fue reposicionada como la marca de "Casual Luxury" del presente.
Consumidores históricos y distinguidos de Abercrombie & Fitch incluyen a Teddy Roosevelt, Amelia Earhart, Greta Garbo, Katharine Hepburn, Clark Gable, John Steinbeck, John F. Kennedy, Ernest Shackleton, Dwight Eisenhower, y Ernest Hemingway.

## Historia

### Primeros años
A&F se fundó en 1892 como una tienda que vendía artículos de acampada, excursión y armas. A principios del siglo XX, Abercrombie & Fitch Co. era uno de los almacenes de venta de ropa más populares para las expediciones deportivas de élite británicas. La compañía era conocida por vestir a algunos de los líderes más influyentes de Estados Unidos y a celebridades en sus excursiones deportivas. Se afirma que cada presidente de Estados Unidos, desde Theodore Roosevelt a Gerald Ford, ha vestido con ropas de la compañía en alguna ocasión. "Teddy" Roosevelt era especialmente entusiasta de la ropa de Abercrombie & Fitch, y frecuentemente visitaba la tienda en la preparación de sus famosos viajes a África. Otros famosos que pasaron por las puertas de Abercrombie & Fitch fueron Charles Lindbergh, Amelia Earhart, John Sloan, Greta Garbo, Katharine Hepburn, Clark Gable, Harpo Marx, John Steinbeck y el escritor Ernest Hemingway, quien se dice que compró en A&F la pistola que utilizó para suicidarse.

### Abercrombie & Fitch Co.
La sociedad formada por David Abercrombie y Ezra Fitch se disolvió bastante pronto. David Abercrombie era más conservador y estaba contento de continuar con el almacén como estaba, vendiendo ropa profesional a gente que trabaja al aire libre. Ezra Fitch, por otro lado, era más visionario. Creía que el futuro del negocio estaba en la expansión, vendiendo a gente que trabajaba en la calle y para un público más general. Los dos discutían frecuentemente, pese a lo cual la compañía crecía con un gran éxito. En 1907, Abercrombie vendió su parte de la compañía a Fitch y volvió a fabricar artículos para las mujeres.
Fitch determinó que la tienda debía tener un aspecto exterior. El stock no se ocultaba detrás de un cristal. En vez de ello, se mostraba como si estuviera en uso. Puso una tienda de campaña y la equipó como si estuviera en medio del bosque de Adirondack. Una hoguera ardía en una esquina, donde se situaba un guía experimentado impartiendo información valiosa a posibles compradores interesados. Parte de la estrategia para expandir la compañía era la creación de un catálogo de venta por correo. En 1909, Abercrombie & Fitch envió más de 50.000 catálogos que incluían ropa de exterior, ropa de camping, artículos y columnas de consejos. El costo del catálogo estuvo a punto de arruinar a la empresa, pero probó ser un instrumento de marketing rentable.[cita requerida]
En 1913, la tienda se trasladó a una dirección más céntrica y de fácil acceso en la Quinta Avenida de Nueva York, expandiendo su inventario para incluir ropa deportiva. A&F se convirtió en la primera tienda de Nueva York en proporcionar ropa tanto de hombre como de mujer. En 1917, A&F se volvió a trasladar a un edificio de 20 plantas en Madison Avenue, convirtiéndose en la tienda de artículos deportivos más grande del mundo.[cita requerida] En el exterior, un cartel dice: "Donde el camino brillante cruza el Boulevard." 
La tienda insignia de la marca tenía muchas comodidades diferentes: una pista de tiro en la planta de abajo; equipamiento para esquí, tiro con arco, buceo y deportes de exterior en la parte del entresuelo. De la segunda planta a la quinta se reservaban para ropa adecuada para cualquier clima o terreno; en la sexta planta una galería de cuadros, además de una librería sobre temas deportivos, una instalación de reparación de relojes y una escuela de golf totalmente equipada con un profesional residente; la séptima planta, incluía una armería, orejeras y más de setecientos tipos de pistolas y rifles. El octavo piso estaba dedicado únicamente a la pesca, el camping y la navegación, e incluía un escritorio que pertenecía a un instructor de "cebo y mosca" que daba lecciones en una piscina. La sección de pesca de la tienda, contaba con más de 48.000 moscas y más de 18.000 cebos de pesca. Los dependientes contratados en Abercrombie & Fitch no eran vendedores profesionales, eran hombres de campo.

### Era Post-Fitch
En 1928, Ezra Fitch se retiró de la empresa. A pesar del cambio en la propiedad, Abercrombie & Fitch continuó en expansión. En 1939, adoptó el eslogan "La tienda de artículos deportivos más grande del Mundo". En 1962, la compañía tenía tiendas en Chicago, San Francisco y una tienda en el Hotel Broadmoor en Colorado Springs (Colorado), así como tiendas de temporada de invierno en Palm Beach y Sarasota y de ropa de verano en Bay Head, Southampton (Nueva York) y Hyannis. La expansión continuó en los 60 y 70, con la apertura de nuevas tiendas A&F a gran escala en centros comerciales suburbanos en Short Hills (1963), Bal Harbour (1966), Troy (1969) y Oak Brook (1972). A pesar del éxito aparente de la cadena, la empresa empezó a vacilar financieramente a final de los 60 y sufrió una bancarrota en 1977. Oshman's, un minorista de artículos deportivos, adquirió Abercrombie poco tiempo después, pero la empresa continuó con dificultades.

### 1990-2000 - Renacimiento de Abercrombie & Fitch
En 1988, The Limited Inc. (ahora llamada Limited Brands) adquirió A&F, y decidió resucitar la debilitada marca. The Limited había tenido éxito creando nuevos conceptos de tienda, como Express (ropa de mujer) y Victoria's Secret (lencería y productos de belleza). Durante más de una década, A&F fue cuidadosamente reconstruida como un comercio de ropa para adolescentes por el CEO Mike Jeffries.
La compañía empezó a abrir tiendas en centros comerciales exclusivos en todo Estados Unidos, a principios de los años 1990, con los adolescentes y estudiantes de entre 18-24 como objetivo. La ropa consistía en camisas de mujer, vaqueros, minifaldas, bermudas, jerséis de lana, polos y camisetas. La ropa producida en los años 1990 era bastante consecuente con la imagen burguesa de clase alta, y seguía menos las tendencias de la moda. La tienda pronto tuvo éxito y a mediados de los años 1990 había docenas de tiendas A&F en Estados Unidos. Un marketing cuidadoso hizo que la marca fuera sinonmo de una ropa informal y sexy. En 1996, The Limited sacó a bolsa a A&F en el New York Stock Exchange y gradualmente se retiraron de la propiedad de la compañía.

### 2000-hoy

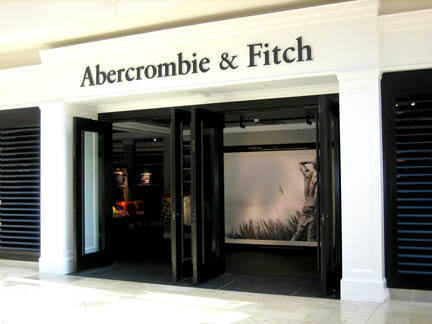
Tienda de Abercrombie & Fitch

La compañía optó por construir sólo grandes tiendas, entre 700 y 2,000 m², en centros de gran volumen en las afueras de las ciudades. Durante los 90, A&F ganó más de 4300 dólares por metro cuadrado, pero el número ha descendido significativamente en los últimos años. En 2003, las ventas fueron de $3700/m².
En 2003, la compañía expandió sus oficinas centrales de New Albany (Ohio). Se sitúa entre acres de bosque, en un recinto rústico, con estructuras de estilo granja con elementos de arquitectura moderna, en una reflexión de las raíces exteriores de la compañía. El campus incluye un comedor, barbacoas, caminos, un centro recreativo y una tienda A&F donde se desarrollan los elementos de marketing y diseño. El diseño de interiores tiene un cierto parecido a las tiendas, amueblado con madera oscura y suelos de hormigón, sofás de cuero y cómodas alfombras gastadas.
En noviembre de 2005, la compañía completó la construcción de su local de la Quinta Avenida en Nueva York. La tienda tiene cinco niveles de espacio de venta con iluminación oscura, maniquíes agrupados en cajas de cristal (así como una fusiles antiguos en otro nivel) y contraventanas de madera. En agosto de 2006, la compañía completó la renovación de su tienda en The Grove at Farmers Market en Los Ángeles, su segundo buque insignia. 

## Abercrombie & Fitch en la actualidad

### Marketing y dirección
El concepto original de las tiendas A&F recordaba a un refugio de caza, con alfombras de cuadros escoceses, enseres de madera negra y arañas de cuernos. Sin embargo, la compañía introdujo un nuevo concepto de tienda (conocido como la "tienda canoa") a final de los años 1990 para acomodarse a su rápido crecimiento. La primera "tienda canoa" se abrió en junio de 1996 en el Chesterfield Mall (Tienda #0634) en Chesterfield, en San Luis (Misuri). La "tienda canoa" original, sin embargo, no tenía un frontal de madera blanca como muchas de las tiendas actuales de A&F, sino más bien un frontal de estuco con toldos navales. Los elementos de diseño comunes de este tipo de tienda incluyen una cabeza de alce encima de un punto de venta y una canoa montada en la sala principal. A diferencia de la tienda tradicional de la cadena, que típicamente tenía un frontal más estrecho y dos entradas, la tienda canoa tenía una entrada principal y estaba dividida en al menos cinco salas. Aunque en los últimos años muchas de las tiendas de A&F han sido creadas o remodeladas siguiendo el modelo de las "tiendas canoa", una pocas tiendas de estilo tradicional siguen existiendo. Un ejemplo de tienda cadena se encuentra en el centro comercial South Hills Village en Pittsburgh, así como el Lynnhaven Mall en Virginia Beach (Virginia), aunque todas las arañas han sido quitadas del techo.
A&F tiene el control total sobre el diseño y la producción de sus mercancías, sus tiendas y su marketing. Al gastar poco en anuncios externos, la compañía depende de la experiencia comercial para ayudar a definir la marca. El propio nombre de la marca es un método de publicidad. Su logo o las palabras Abercrombie & Fitch están en cada elemento de la tienda, de forma que es fácilmente identificable y muy conocido. La compañía regula estrictamente el entorno de la tienda en un esfuerzo por proporcionar una experiencia consistente y placentera para los clientes que se repite en cada tienda. Los factores como la presentación visual, la música y los olores no están dejados al azar. La compañía también especifica meticulosamente los detalles de iluminación, distribución, pantallas, marketing y enseres que tienen que ponerse y utilizarse en cada tienda. Además, cada tienda es rociada cada hora con colonia de hombre y pone el mismo CD de música pre-producida que se manda a cada tienda. Cada mes, las tiendas reciben un nuevo CD y reciben la orden de descartar el antiguo. El volumen se regula por parte de la compañía y no se puede cambiar bajo ningún concepto.
El merchandising es administrado de manera similar. Todas las semanas, cada tienda recibe dos folletos, uno para hombres y otro para mujeres, dando las especificaciones exactas para ubicar las mercancías en la tienda. Las mercancías antiguas están revueltas alrededor para proporcionar una presentación diferente para compradores habituales cada vez que entran en la tienda, mientras que los elementos nuevos están generalmente situados en las salas delanteras para visualizarlos mejor. La ropa está dispuesta para que los clientes puedan sentir los tejidos, contribuyendo a la experiencia sensorial ofrecida en la tienda.
La compañía dirige el merchandising, la distribución y las ventas asignando a cada tienda un nivel de perfil (1-5) y un nivel de volumen (A-F). El nivel de perfil determina qué selección de la línea de ropa actual es enviada a cada tienda. El nivel de perfil 1 recibe todos los elementos actuales en todos los estilos y colores, mientras que las tiendas de niveles inferiores reciben menos mercancías en un rango pequeño de tamaños y colores. Un nivel de perfil de una tienda es independiente de su volumen, ya que la cuota es a menudo dependiente del área disponible del espacio de venta. Una tienda puede tener diferentes asignaciones de perfil para hombre y para mujer (la ropa de mujer normalmente supera a la de hombre con una razón 2:1). La compañía designa a las tiendas de volumen A, generalmente en las grandes ciudades y sitios turísticos como "elite" o "super-elite". Hay tres tiendas "super-elite" (Ala Moana en Honolulu, Aventura en Miami y South Street Seaport en Nueva York) y menos de 30 tiendas de élite (A), como la nueva tienda internacional en West Edmonton Mall, el mercado indoor más grande en Norteamérica en Edmonton (Alberta, Canadá).

### Expansión internacional

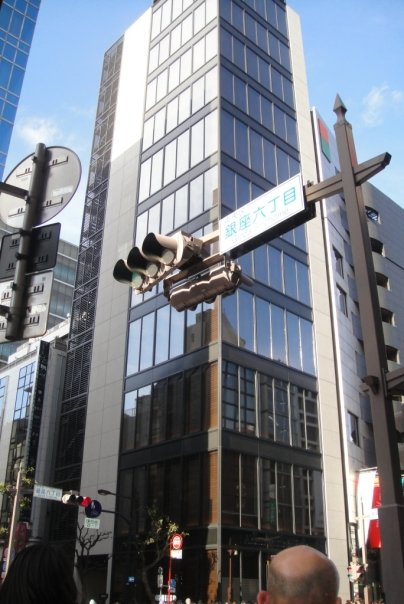
La mayor tienda de Abercrombie & Fitch en Ginza, Tokio, Japón - la única en el continente Asiático.

La compañía inició su expansión en Canadá en enero de 2006, abriendo dos tiendas A&F y tres Hollister Co. A finales de 2006 se abrió una tercera tienda de A&F en el Toronto Eaton Centre. La empresa abrirá dos tiendas más en Canadá en los próximos años, e igualmente planea seguir abriendo tiendas en Europa y Asia. La compañía tiene previsto abrir su primer local europeo en Londres en el primer cuarto del año 2007. La compañía también está considerando abrir una tienda pionera en Tokio (Japón) alrededor de 2009. Actualmente, Abercrombie & Fitch tiene mucha publicidad en el popular y elegante Distrito de Ginza, en Tokio. La apertura de esta tienda de Tokio debería disminuir la falsificación y mejorar la importación al país. Actualmente la ropa de A&F se puede comprar en pequeñas tiendas japonesas por tres o cuatro veces en coste real.
Como la marca Abercrombie & Fitch localiza su mayor crecimiento potencial en Estados Unidos, la compañía depende de Hollister Co., RUEHL y Concept Five para actuar como sus vehículos de crecimiento principal.
El 9 de diciembre de 2010 abrió su primera tienda de aproximadamente 3,048 metros cuadrados en el centro comercial Plaza Las Américas en Puerto Rico siendo esta la primera tienda en Latinoamérica y el 3 de noviembre de 2011, Abercrombie & Fitch abrió una tienda de 1.150 metros cuadrados en Madrid, España. El 21 de noviembre de 2014 Abercrombie & Fitch anunció que ha firmado un acuerdo de franquicia con Grupo AXO para establecer tiendas en México para el 2015.
El 18 de noviembre de 2015, abrió la primera de tres tiendas Abercrombie & Fitch en la Ciudad de México.

### Tiendas Principales

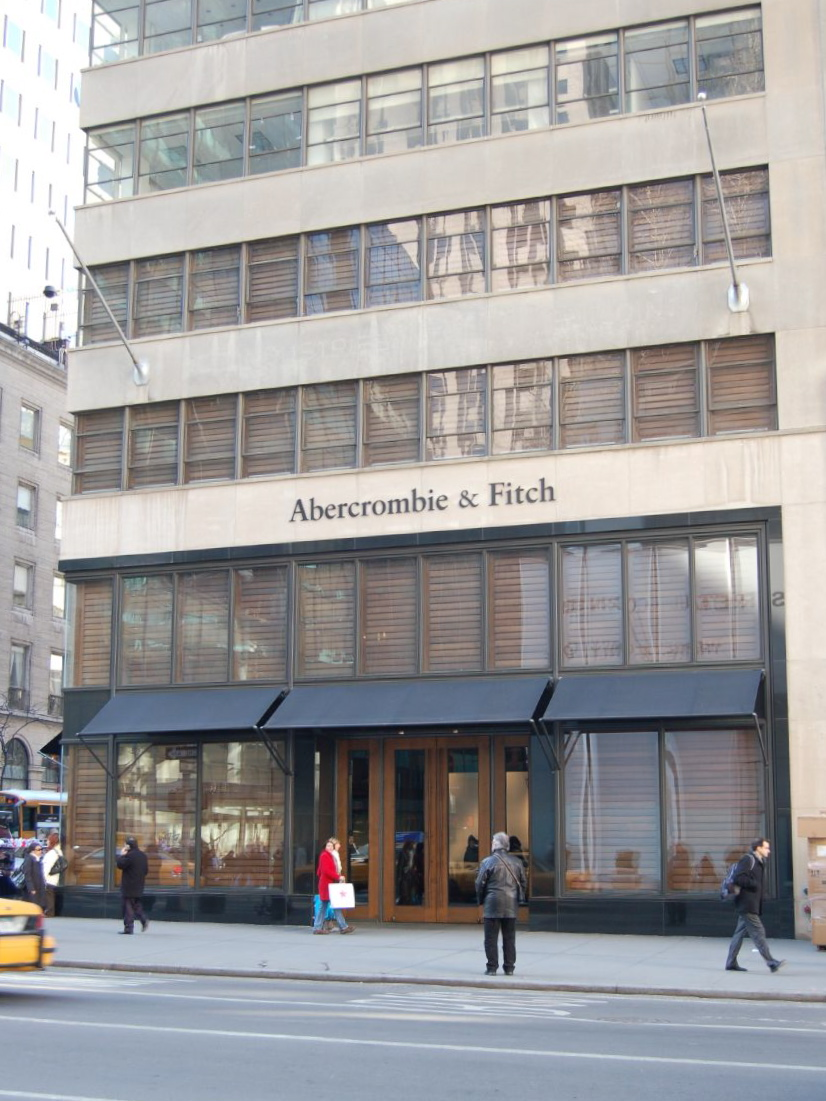
La tienda mayor en Fifth Avenue, Nueva York.

Las tiendas principales (o en inglés: "Flagship stores") están situadas en las capitales de moda internacionales para servir a un gran volumen de consumidores. La siguiente es una lista completa de las tiendas principales:
- Nueva York / Fifth Avenue: Abierta el 10 de noviembre de 2005, esta tienda está localizada en 720 Fifth Avenue (a un lado de Prada y enfrente de Trump Tower). Sirve al lado este de los Estados Unidos. Consiste en cinco niveles. Es la tienda con más ganancias en Fifth Avenue después de Apple Store.
- Los Ángeles / The Grove: Abierta en 2006, esta tienda sirve a consumidores en el oeste de los Estados Unidos.
- Londres / Savile Row: Abierta en 23 de marzo de 2007, esta tienda está localizada en el prestigioso Savile Row de Londres en 7 Burlington Gardens, marcando la primera tienda internacional y en Europa.
- Milán / Corso Giacomo Matteotti: [Cerrada en 2019] Abierta el 29 de octubre de 2009, esta tienda está localizada en el 12 Corso Giacomo Matteotti. La reciente tienda fue la más grande e importante en el mundo de moda. A&F sacó un video de la tienda en su página abercrombie.com.
- Tokio / Ginza: Abrió el 15 de diciembre de 2009. Esta tienda es una maravilla arquitectónica, tiene 11 niveles, y tendrá el mural más grande en la historia de la humanidad.
- París / Campos Elíseos: Abierta en mayo de 2011, se ubica en el número 23 de la Avenida de los Campos Elíseos.
- Madrid / Barrio de Salamanca: Abierta el 3 de noviembre de 2011, la tienda de Madrid ocupó un palacete del S: XIX, llamado "Palacio de las Aguas", con una superficie de 1.150 m² divididos en tres plantas plantas, además de un jardín y situado en el número 5 de la plaza del Marqués de Salamanca. Para llegar a la tienda desde el centro histórico de Madrid, lo más cómodo era utilizar la línea 52 de autobús desde la Puerta del Sol o las líneas 1 y 74, también de la Empresa Municipal de Transportes de Madrid, desde la Gran Vía de la capital. La estación de Metro de Madrid más próxima era Estación de Núñez de Balboa, líneas 5 y 9. La tienda cerró a principios de 2021 y ese mismo año abrió en el Centro Comercial Westfield La Maquinista de Barcelona.

#### Abercrombie Kids
Abercrombie es una versión de la marca A&F con tallas infantiles, orientada a edades de 7-14 años. La tienda utiliza el mismo logo del alce que la tienda para adultos, pero el nombre se escribe con una "a" minúscula. Las mercancías están distribuidas como en las tiendas de los adultos, pero los precios son un 30-40% inferior. Hay unas 181 tiendas en Estados Unidos.

#### Hollister Co.
Hollister Co. es una marca de ropa inspirada en California, que atrae a clientes de entre 14-18, no solo por su ropa colorida, sino también por sus moderados precios que compiten de cerca con otras marcas como American Eagle Outfitters y Old Navy. Las tiendas Hollister tienen un tema de paseo marítimo gastado y empobrecido: la fachada se parece a una cabaña hecha de juncos, y el interior está sutilmente iluminado, con tablas de surf montadas en el frontal de la tienda y un suelo de madera. Cuando se lanzó la marca en 2000, Hollister se apropió parcialmente de la base de clientes de Abercrombie. La ropa en las tiendas Hollister era muy parecida al material de A&F, así como la construcción y el diseño básico, aunque con diferentes logos y etiquetas, sólo que vendía a precios notablemente más bajos. En los años siguientes, la ropa de A&F empezó a utilizar materiales de mejor calidad y construcción (y con una subida de precios como resultado), para acentuar la diferencia entre las dos tiendas.

#### RUEHL 925
RUEHL 925 fue una marca inspirada en el Greenwich Village del corazón de Nueva York, y que satisface a clientes universitarios. La tienda se parece a una casa de fachada marrón con ventanas antiguas, verjas de hierro e incluso una acera enfrente de la tienda. Por dentro, se parece a una casa de pueblo, con un vestíbulo que separa el lado de hombres del de mujeres y termina en una recepción central. Los precios de RUEHL son ligeramente superiores que los de Abercrombie & Fitch, y ofrecen una línea de prendas exclusivas de cuero: maletas, bolsos, monederos, carteras y bolsones. RUEHL cierro en enero de 2010.

#### Gilly Hicks
Gilly Hicks era la "prima coqueta de Abercrombie & Fitch". La marca salió en 21 de enero de 2008, y fue inspirada por Sídney, Australia. Vendía ropa interior para mujeres. Todas sus tiendas cerraron en 2014.

## Estilo de la marca
A&F se presenta a sí misma agresivamente como un "estilo de vida", una marca que intenta plasmar los valores y atractivos de un camino deseable basado en la cultura popular. Las tiendas están cubiertas con fotos de jóvenes modelos físicamente atractivos, sonando música dance a todo volumen y oliendo a la colonia de la compañía (A&F Fragrances). Las tiendas también están provistas de atractivos "representantes de marca", jóvenes vendedores que plasman el estilo de vida de Abercrombie & Fitch: atractivos, atléticos, populares, entusiastas y extrovertidos. Durante años, a los representantes de la marca se les obligaba a que sólo vistieran con ropa de A&F, pero tales reglas fueron derogadas después de varios juicios adversos. El término "representante de marca" dejó de ser utilizado y los dependientes pasaron a ser conocidos directamente como "modelos". También el Impact Team fue creado en 2004 para mejorar el control de las mercancías dentro de cada tienda y mantener los estándares de la compañía. Los miembros del Impact Team son menos responsables del servicio al cliente y más de asegurar que el local esté apropiadamente provisto con las mercancías de la temporada. En 2005, las posiciones de stock a tiempo completo que habían sido previamente concedidas fueron reconcedidas para mejorar el control de mercancías devueltas. Algunos especularon que el Impact Team también proporcionaba a la compañía mejores oportunidades de igualdad de empleo, ya que el estilo y la personalidad eran menos importantes, dado que interactúan menos con los clientes.

## Controversias y críticas

### A&F Quarterly
El esfuerzo más destacado por popularizar el estilo de la marca A&F fue su ya desaparecida revista, A&F Quarterly, que la compañía publicó desde 1997 hasta 2003. La publicación fue un híbrido de revista y catálogo, y tenía columnas de consejos, artículos sobre vida universitaria y, lo más famoso de todo, el trabajo altamente sensual del fotógrafo Bruce Weber. Irónicamente, la publicación contenía muchos modelos desnudos, mientras que las ropas a menudo se mostraban independientemente sobre una superficie plana. Una publicación tan "picante" hizo mella entre los clientes más jóvenes y tuvo una de las tasas más altas de circulación entre los jóvenes entre todas las revistas de finales de los años 1990. La revista también fue un icono entre los gays por sus grandes dosis de hombres jóvenes sin camiseta e imágenes homoeróticas. Los anuncios de prensa para el A&F Quarterly aparecieron en las revistas Interview, Out, Rolling Stone y Vanity Fair. En 1999 la compañía se extendió con "A&F TV", una cadena que se centraba en jóvenes dedicados al deporte y a actividades de ocio. "A&F TV" fue originalmente creada para emitirse en televisión por cable y en los monitores de las tiendas de Abercrombie & Fitch, pero hasta hace poco sólo se emitía en el sitio web de la compañía.
El A&F Quarterly llegó a ser un foco de controversia poco después de comenzar a publicarse. Mostraba fotos de modelos masculinos y femeninos, habitualmente desnudos, posando en pares o grupos. A pesar de la política de la compañía restringiendo las ventas de la publicación sólo para adultos, los críticos cargaron contra la publicación, ya que terminaba vendiéndose también a menores. Varios estados amenazaron con plantear acciones legales, aunque la compañía nunca fue demandada por nada relativo a esta publicación.

### Productos
La ropa de la compañía también ha sido objeto de críticas. En 2002, la controversia estalló con las caricaturas de Asiáticos-Americano y otros grupos étnicos en sus camisas. Una camisa en la que aparecían dos asiáticos sonrientes con sombreros cónicos llevaba el eslogan "Servicio de Lavandería de los Wong Brothers — Dos Wongs Pueden Hacerlo Blanco" ("Wong Brothers Laundry Service—Two Wongs Can Make It White", haciendo un juego de palabras con la mala pronunciación del sonido "r" por parte de los asiáticos). La compañía retiró los diseños y pidió disculpas después de un boicot de los grupos de estudiantes asiáticoamericanos. Ese mismo año, la división de ropa infantil eliminó una línea de tangas para niñas preadolescentes después de que los padres organizaran protestas enfrente de las tiendas a lo largo de Estados Unidos. La ropa interior incluía frases como Eye Candy y Wink Wink impresas en la parte delantera, lo que se relacionó con una práctica pedófila.
En el 2004 se produjeron otros dos incidentes con camisetas controvertidas. El primero se debió a una camiseta con la frase, "Todos son parientes en Virginia Occidental", un aparente chiste de relaciones de incesto en el sur rural de los Estados Unidos. El gobernador de Virginia Occidental, Bob Wise, denunció a la compañía por mostrar "un estereotipo infundado y negativo de Virginia Occidental", pero las camisetas no se retiraron.
El segundo incidente involucró otra camiseta con la frase "L is for Loser" (L es para perdedores) escrita junto a un dibujo de un gimnasta en las anillas. La compañía paró la venta de la camiseta en octubre de 2004 después de que el presidente del USA Gymnastics Bob Colarossi anunciara un boicot de Abercrombie & Fitch por mofarse de los deportes.
En noviembre de 2005, la fundación de Mujeres y Niñas del sudesde de Pensilvania lanzó un nuevo boicot por vender camisetas con frases como "¿quién necesita neuronas teniendo éstas?", en referencia a los grandes pechos y las rubias tontas. La campaña se hizo nacional en el programa de la NBC The Today Show, y la compañía retiró las camisetas el 5 de noviembre de 2005.
La Universidad Bob Jones y sus escuelas precolegiales afiliadas —Bob Jones Academy, Bob Jones Junior High School y Bob Jones Elementary School— prohibieron que la ropa de A&F fuera "usada, transportada o mostrada" en sus campus porque de la publicidad de la compañía tenía "un grado inusual de antagonismo al nombre de Cristo, y muestras de maldad".
Aún hoy en día la compañía se rehúsa a producir ropa a para mujer de las tallas XL y XXL ya que según las misión de la empresa sus productos no son hechos para ser usados por mujeres con sobrepeso, únicamente para mujeres atractivas y populares.

### Fitch The Homeless
En mayo del 2013 el joven estadounidense Greg Karber lanzó una campaña por medio del portal de videos Youtube llamada "#Fitch The Homeless" (Viste de Fitch a los sin techo) en contra de Abercrombie and Fitch con la intención de dar a conocer lo "terrible" que es la compañía acusándola de ser excluyente, de solo contratar a personas atractivas, de no tener en existencia tallas grandes para mujeres y de promocionarse a sí misma solo para personas populares.
Parte de las acusaciones de Karber están basadas en una entrevista hecha por la revista Salon al presidente ejecutivo Mike Jeffries en la cual afirma que su trabajo es crear ropa únicamente para los chicos 'cool' y no para quienes no son populares ni atractivos en la escuela porque no podrán pertenecer a su grupo por lo que se declaran como una compañía excluyente. Otra de las acusaciones más fuertes y en la cual basa la mayor parte de su campaña es que Abercrombie quema la ropa que no va a vender en lugar de donarla a las personas necesitadas como lo hacen muchas otras compañías ya que prefieren hacerlo así y no dárselo a personas que no pertenecen a su grupo social.
El punto de Kerber es comprar ropa de la misma marca en tiendas de segunda para donarla a las personas de bajos recursos ya que así será una marca para pobres y no para populares, para esto en su vídeo muestra como el compra y dona esa misma ropa a personas sin hogar en un barrio de Los Ángeles.
Así como la campaña de Greg Kerber ha sido aceptaba por una gran cantidad de usuarios en redes sociales como Twitter o Facebook, también ha recibido críticas que lo acusan de utilizar a la gente pobre como peones, de forzar a otros individuos a aceptar sus regalos usados y de no ser un proyecto que realmente tenga la intención de ayudar a otras personas sino que, al contrario, lo hace solo para perjudicar una marca. En una parte del vídeo al no encontrar ropa de esta marca en una tienda de segunda, Greg pregunta al empleado donde puede encontrar la sección para "idiotas" lo que también causó críticas en su contra.

### Prácticas de empleo
Durante cuatro años, A&F ha tenido acusaciones de discriminación contra empleados de minorías étnicas. Un juicio de 2004 —González vs. Abercrombie & Fitch— acusó a la compañía de discriminación por ofrecer puestos deseables sólo a empleados blancos y americanos. La compañía acordó una conciliación antes del pleito. Como parte de los términos del acuerdo, A&F acordó pagar 45 millones de dólares a candidatos rechazados y empleados afectados, así como desarrollar políticas institucionales y programas para promover la diversidad en su mano de obra, y campañas de publicidad; contratar un Vicepresidente de Diversidad y 25 reclutadores para buscar empleados de minorías, y parar la práctica de reclutar empleados principalmente de hermandades masculinas y femeninas blancas
La marca A&F ofrece dos puestos principales a tiempo partido —Impact Team y "Modelo" (antiguo "Representante de marca"). Los modelos son los que interactúan con los clientes, mientras que los miembros del Impact Team trabajan en la presentación de la tienda. Algunas personas sostenían que los trabajadores de minorías étnicas contratados eran principalmente miembros del Impact Team, y no modelos. A&F trabajó duro para demostrar que practicaban la igualdad en todos sus puestos, lo que llevó a que algunas personas dentro de la compañía se quejaran de que las personas pertenecientes a minorías se promocionaban sobre los blancos, para mantener una imagen pública positiva.

### Escándalo de abusos sexuales
Varios directivos de la marca han sido detenidos por llevar a cabo una trama de explotación y abusos sexuales sobre los jóvenes modelos.En octubre de 2024, fueron arrestados Mike Jeffries (el ex director ejecutivo de esta marca), Matthew Smith (su pareja), y James Jacobson; acusados de liderar una red internacional de tráfico sexual.   

## Abercrombie & Fitch en la cultura popular
Abercrombie ha sido una marca muy popular la cual ha tenido competencia con la marca American Eagle Outfitters.
En el argot, el término "Aberzombie" se ha utilizado para describir a alguien obsesionado con las marcas, con parecer joven, de moda y masculino, particularmente gays de mediana edad.

### Televisión
A&F fue parodiado por las alusiones de discriminación racial, los altos precios de sus productos y su asociación con la homosexualidad en programas como Padre de Familia, MADtv y Los Simpson. 
Un episodio de Navidad de Los Simpson muestra a la familia, después de que se apropiaran de una gran suma de dinero, yendo a comprar a las tiendas exclusivas A&F, parodiadas como "Abercrombie & Rich" por sus altos precios. El programa de televisión Locos Dieciséis retrataba la marca de una manera similar y mostraba el nombre Albatross and Finch, una parodia obvia de la tienda. 
En la caricatura 6teen emitida por "Cartoon Network" existía una tienda llamada "Albatross & Finch" (parodia de la popular tienda), en la que sólo trabajaban jóvenes hermosos y populares. 
En el episodio 25 de la cuarta temporada de Padre de Familia, titulado "Rivalidad de Hermanos", Stewie y Brian encontraron un ¿Dónde está Wally? negro en un catálogo de A&F figurando tumbado entre otros modelos blancos. MADtv emitió sketches parodiando las alegaciones contra A&F por discriminación racial y a homosexuales.
También parodiaron a Abercrombie en la película Hincame el diente, dónde lo que querían mostrar era que los de abercrombie siempre van sin camiseta y tienen cuerpos esculturales.
En la serie Arrow es el apodo que le ponen a Arsenal.

### Cine y teatro
- El musical de 1947 de Broadway Finian's Rainbow se refiere a A&F en la canción "Cuando el Holgazán Pobre se Convierte en un Holgazán Rico", diciendo que el nuevo "holgazán rico" llevará puestas "...ropas de Abercrombie & Fitch". El musical se escribió cuando A&F seguía asociada con el estilo de vida "pijo" americano.
- La película "Man's favorite sport?" ("Su Juego Favorito" en España) tiene como tema central un torneo de pesca; su protagonista, Roger Willoughby Rock Hudson entra en el torneo como representante oficial de la tienda Abercrombie & Fitch de San Francisco. En esta película de 1964 se puede ver el exterior de una tienda A&F de esos años.

### Canciones
La banda LFO tiene una camción titulada "Summer Girls", popular en el verano de 1999, con muchas referencias a A&F en letras como "I like girls that wear Abercrombie and Fitch" (Me gustan las chicas que visten Abercrombie and Fitch) y "You look like that girl from Abercrombie and Fitch" (Te ves como esa chica de Abercrombie and Fitch).
Así mismo, la banda Saves the Day tiene una canción titulada "Abercrombie & Fitch".

### Internet
En MySpace, un vídeo titulado "The Adventure of Who" tenía una escena de dos chicos yendo a Abercrombie and Fitch. El vídeo fue eliminado de MySpace en diciembre de 2006 porque empleaba un lenguaje vulgar y contenido sexual.